# Bataille de Tetovo
 (mai 2024).
La mise en forme du texte ne suit pas les recommandations de Wikipédia : il faut le « wikifier ».
Les points d'amélioration suivants sont les cas les plus fréquents. Le détail des points à revoir est peut-être précisé sur la page de discussion.
- Les titres sont pré-formatés par le logiciel. Ils ne sont ni en capitales, ni en gras.
- Le texte ne doit pas être écrit en capitales (les noms de famille non plus), ni en gras, ni en italique, ni en « petit »…
- Le gras n'est utilisé que pour surligner le titre de l'article dans l'introduction, une seule fois.
- L'italique est rarement utilisé : mots en langue étrangère, titres d'œuvres, noms de bateaux, etc.
- Les citations ne sont pas en italique mais en corps de texte normal. Elles sont entourées par des guillemets français : « et ».
- Les listes à puces sont à éviter, des paragraphes rédigés étant largement préférés. Les tableaux sont à réserver à la présentation de données structurées (résultats, etc.).
- Les appels de note de bas de page (petits chiffres en exposant, introduits par l'outil «  Source ») sont à placer entre la fin de phrase et le point final[comme ça].
- Les liens internes (vers d'autres articles de Wikipédia) sont à choisir avec parcimonie. Créez des liens vers des articles approfondissant le sujet. Les termes génériques sans rapport avec le sujet sont à éviter, ainsi que les répétitions de liens vers un même terme.
- Les liens externes sont à placer uniquement dans une section « Liens externes », à la fin de l'article. Ces liens sont à choisir avec parcimonie suivant les règles définies. Si un lien sert de source à l'article, son insertion dans le texte est à faire par les notes de bas de page.
- La présentation des références doit suivre les conventions bibliographiques. Il est recommandé d'utiliser les modèles {{Ouvrage}}, {{Chapitre}}, {{Article}}, {{Lien web}} et/ou {{Bibliographie}}. Le mode d'édition visuel peut mettre en forme automatiquement les références.
- Insérer une infobox (cadre d'informations à droite) n'est pas obligatoire pour parachever la mise en page.

Pour une aide détaillée, merci de consulter Aide:Wikification.
Si vous pensez que ces points ont été résolus, vous pouvez retirer ce bandeau et améliorer la mise en forme d'un autre article.
 (mai 2024).
Insurrection albanaise de 2001 en Macédoine
La bataille de Tetovo (macédonien : Битка за Тетово (Bitka za Tetovo), albanais : Beteja e Tetovës), a été l'engagement le plus important lors de l'insurrection albanaise de 2001 en Macédoine, au cours de laquelle les forces de sécurité macédoniennes ont combattu l'Armée de libération nationale (ALN, albanais : Ushtria Çlirimtare Kombëtare, aussi appelée UÇK-M) pour le contrôle de la ville de Tetovo.

## Prélude
Tetovo est la 5e plus grande ville de la république de Macédoine,,, et la majorité de ses habitants sont des Albanais de souche.
Tetovo, ainsi que la ville de Gostivar, ont accueilli et hébergé plusieurs milliers de réfugiés musulmans bosniaques à partir 1992 et jusqu'à la fin de la guerre de Bosnie-Herzégovine.
Avant 1991, le Kosovo et la Macédoine faisaient partie de la Yougoslavie, ce qui signifiait une liberté de mouvement sans restriction entre les entités. Le forte présence albanaise dans la ville et sa proximité géographique avec le Kosovo entraina un afflux massif de réfugié pendant le conflit qui frappa ce dernier à la fin des années 1990, de même qu'elle fut utilisée par l'Armée de libération du Kosovo comme une base arrière pour son approvisionnement en équipement et en munitions, ainsi que pour faire soigner ses blessés.
En 1997, Alajdin Demiri, maire de Tetovo, a été emprisonné pour avoir hissé le drapeau de l'aigle à deux têtes de l'Albanie depuis la mairie de Tetovo et en 2000, le déclenchement des hostilités à Tanuševci s'était propagé aux villes de Tetovo et Gostivar. Avec l'apparition d’une insurrection des albanais de Macédoine, l'Armée de libération nationale (ALN) a commencé à s’emparer du territoire dans et autour de la région de Tetovo. Les escarmouches entre les insurgés et les forces gouvernementales sont devenues fréquentes dans d’autres régions du pays.
Les forces macédoniennes, comptant plus de 3 000 hommes, détenaient une quantité limitée de blindés et d'artillerie. Ils possédaient un certain nombre de véhicules blindés de transport de troupes, des obusiers de 105 et 122 mm, et d'anciens chars d'assaut bulgares T-55. La majeure partie de leurs forces était composée de réservistes. Ces chiffres allaient augmenter rapidement au cours des mois suivants, à mesure que les dépenses militaires de la Macédoine quadruplaient pour atteindre près de 7 % du PIB, ce qui entraînait d'importants achats de matériel militaire, principalement en provenance d'Ukraine et de Bulgarie, et la mobilisation d'unités de police spéciales comme celles dites Lions et Tigres. Au plus fort du conflit, l’ensemble de la 1re brigade mécanisée était stationné dans et autour de la municipalité de Tetovo.
L’ALN, utilisant principalement la guérilla, ne disposait que d’un assortiment de roquettes, d’armes d’assaut et de mortiers. Cependant, ils avaient l’avantage de disposer de positions cachées dans les montagnes entourant la ville. Les armes et le ravitaillement arrivaient du Kosovo jusqu'aux lignes de front, en passant par les monts Šar, par des caravanes à cheval. Les monts Baltepe et Kale étaient des points d'attention majeurs, qui abritaient tous deux d'anciennes forteresses laissées par l'Empire ottoman. Les rebelles avaient également construit une série de tranchées et de bunkers pour défendre leurs positions.

## Déroulement de la bataille

### Phase d'ouverture
Dans l'après-midi du 14 mars 2001, des Albanais de Macédoine ont organisé un rassemblement nationaliste en ville. Aux environs de ce moment, la police macédonienne essuie des tirs de mitrailleuse depuis la colline de Baltepes. L'ALN a ensuite engagé le combat contre les forces macédoniennes avec des tirs de mortiers et des tirs de précision.
Quinze policiers macédoniens et un soldat allemand de l'OTAN ont également été blessés lorsqu'un casernement commun, situé à la périphérie de la ville, a été touchée par des tirs de mortier. Le lendemain, le ministère fédéral allemand de la Défense a dépêché deux chars d'assaut Leopard 2 depuis Prizren, au Kosovo, afin de protéger la base,. La moitié des 1 200 soldats allemands ont été évacués vers un autre endroit à huit kilomètres de là. Le 20 mars, 400 autres soldats allemands de la KFOR équipés de véhicules blindés Marder et davantage de chars Leopard 2 furent déployés à Tetovo. Les civils ont continué leurs activités quotidiennes, mais les rues sont devenues vides. Les cafés et les magasins étaient déserts et l’électricité était coupée dans une partie de la ville. Pour les cafés restés ouverts, il était fréquent de voir certaines personnes prendre le risque d'assister à des fusillades.
Le 21 mars, les deux parties ont observé un bref cessez-le-feu. La journée a été calme sans un seul coup de feu. Mais des milliers d’habitants avaient déjà fui la ville. Ceux qui sont restés ont continué à vivre du mieux qu'ils ont pu pendant que les deux factions récupéraient. C'est également ce jour-là que l'armée macédonienne escalada la colline de Kale sous le couvert de l'artillerie et des tirs.
Le 22 mars, après deux mois de violences sporadiques, deux Albanais ont été abattus près du stade de football, dans les quartiers orientaux. Les deux hommes se sont approchés d'un poste de contrôle macédonien à bord d'une voiture blanche et ont lancé un appareil aux policiers. Les hommes ont été immédiatement abattus. Les médias occidentaux et albanais ont rapporté que les forces macédoniennes avaient confondu un téléphone portable avec un engin explosif, bien qu'il ait été établi par la suite qu'il s'agissait bien d'une grenade à main. Les images des morts sont devenues célèbres, marquant les premiers martyrs de l'insurrection et mettant la violence en Macédoine sur le devant de la scène internationale.
Les Macédoniens ont procédé au renforcement de leurs forces de sécurité et ont déployé des chars d'assaut T-55 en soutien.
Dans la vieille ville de Tetovo, un poste de contrôle fait de sacs de sable près de l'église Saint-Nicolas a été fréquemment bombardé par des maisons situées dans les hauteurs. Au cours des jours suivants, plusieurs escarmouches éclatèrent dans les collines. Un hélicoptère macédonien Mi-17 s'écrasa alors qu'il transportait les forces de police vers une station de ski à la périphérie de la ville, tuant le pilote et blessant 16 policiers. La plupart des rebelles ont résisté sur la montagne Baltepe. Depuis le district de Koltak, les forces macédoniennes ont tiré sur les positions des insurgés. La réplique consistait souvent en des tirs de mitrailleuses, de tireurs d'élite et de mortier.
Toutefois l'ALN parvînt à maintenir ses positions, et le gouvernent macédonien lança un ultimatum aux rebelles avant de lancer son offensive, leur donnant 24 heures pour cesser les combats et se rendre, ou quitter le territoire macédonien.

### Opération MH

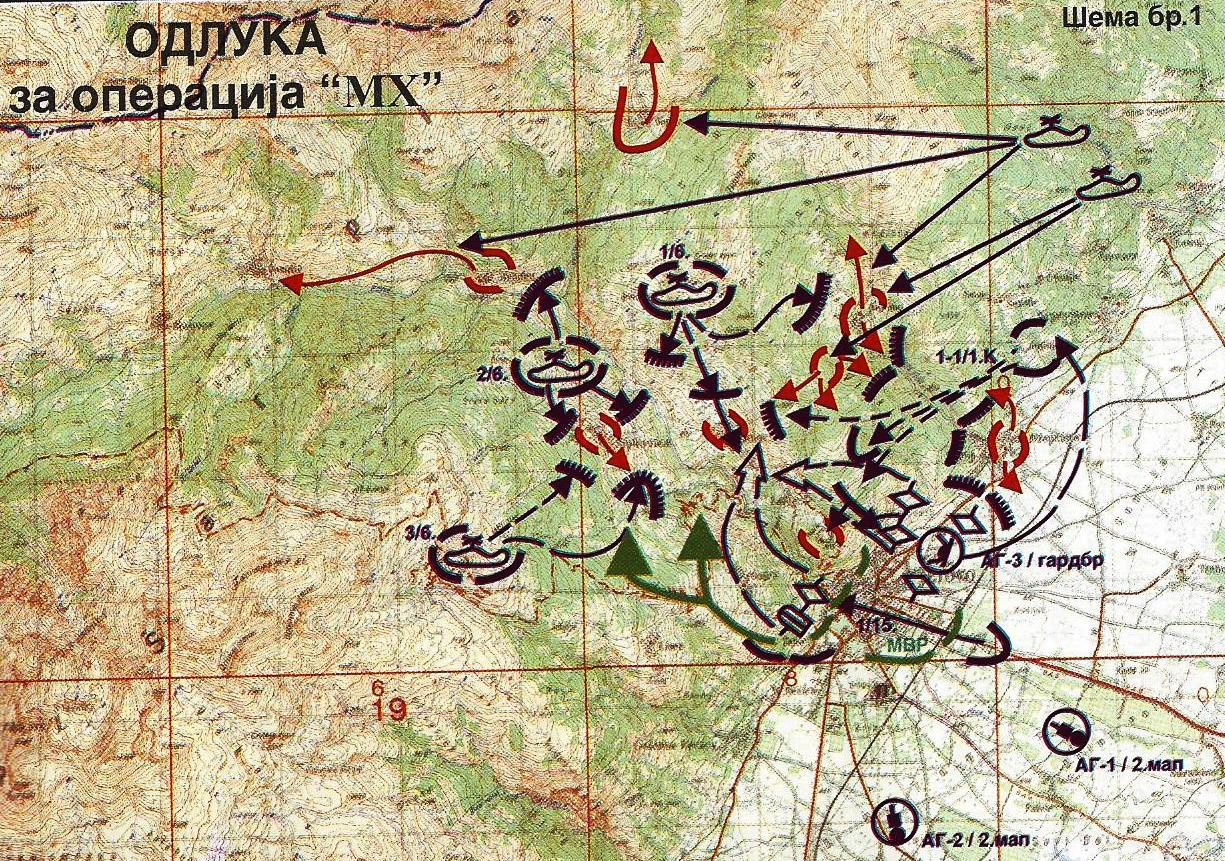
Plan de l'opération MH dans la région de Tetevo en 2001

L'opération MH a été la première offensive macédonienne planifiée et exécutée pour éliminer les rebelles après des semaines d'escarmouches avec l'ALN. Elle a débuté le 25 mars par un assaut combiné de l'armée et des forces de police macédoniennes dans la ville de Tetovo et les villages environnants, qui a abouti à la déroute des forces de l'ALN et à leur retrait de la région de Tetovo. L'ALN a qualifié cette manœuvre de retraite tactique. L'offensive s'est terminée deux jours plus tard, les forces de sécurité macédoniennes prenant le contrôle de la ville, de la forteresse médiévale et des villages environnants,,.

### Embuscade de Vejce
Des soldats de l'armée macédonienne ont été attaqués près du village de Vejce, à environ 14 kilomètres au nord de Tetovo. Stevo Pendarovski, alors porte-parole du ministère de l'Intérieur, a déclaré : « Huit ont été tués et deux blessés. Ils ont été visés par des tirs de mitrailleuses et de lance-roquettes. Les forces macédoniennes ont répondu et les assaillants se sont retirés. La situation est calme maintenant. Il s'agissait d'un incident isolé ». Cependant cette embuscade eut un impact fort sur l'opinion publique des macédoniens de souche, dont certains commençaient à former des groupes armés se disant d'« autodéfense » dans la ville méridionale de Bitola, à 170 kilomètres au sud de Skopje, d'où provenaient quatre des soldats tués. Des foules de macédoniens de souche ont pillé et incendié des magasins albanais.

### Seconde phase
Le 6 juin, un nouveau cessez-le-feu a été instauré, qui a duré dix-huit jours avant d'être rompu par l'ALN. Le 22 juillet, peu avant midi, des tirs de mitrailleuses et d’armes légères ont une fois de plus brisé le silence. Alors que les envoyés américains et européens rencontraient le président Boris Trajkovski à Skopje le 23 juillet, la bataille atteignit la banlieue de Tetovo.
Le 23 juillet, les Macédoniens ont utilisé pour la première fois dans le conflit d'anciens hélicoptères Mi-24 ukrainiens, répondant aux tirs de mortier albanais qui ont blessé 20 civils dans la région de Koltuk. Malgré des moyens et une puissance de feu supérieure, l'armée macédonienne, peu rompue aux conflits irréguliers, se trouvait face à des insurgés solidement implantés dans le relief de la région de Tetovo, avec une population relativement favorable à leur cause.
Le 24 juillet, le gouvernement macédonien a lancé un ultimatum exigeant que l'ALN se retire de ses positions à Tetovo et des villages qu'elle avait pris pendant le cessez-le-feu, sous peine de faire face à une attaque généralisée. L'exploitation par les rebelles de la situation créée par le cessez-le-feu négocié par l'OTAN, afin d'étendre leur contrôle territorial, ainsi que les critiques des observateurs internationaux du gouvernement macédonien pour un usage disproportionné de la force contre les rebelles ont incité ce dernier à accuser l'OTAN de partialité envers les rebelles.
L’ALN continuait à abuser des cessez-le-feu pour gagner du terrain dans le nord de Tetovo, comme le déclare Harald Schenker dans un rapport pour l’OSCE :

« L'OSCE courrait le danger de devenir l'objet des tensions au sein du gouvernement de crise, particulièrement car elle n'avait pas le mandat, et encore moins le pouvoir d'empêcher ou même d'arrêté les gains territoriaux de l'UCK/ALN réalisés au nord de Tetovo, en violation flagrante du cessez-le-feu. »

Dans le quartier de Drenovac, les rebelles et les forces gouvernementales se sont affrontés avec acharnement pour le stade sportif de la ville. La chute du stade et du poste de contrôle gouvernemental a permis aux rebelles de s'approcher à moins de cinquante mètres du centre-ville. Les forces macédoniennes avaient donné l'ordre aux habitants de ces zones de quitter leur domicile. Treize civils et cinq soldats gouvernementaux furent blessés. Les forces gouvernementales macédoniennes ont également bombardé les villages entourant Tetovo, qui étaient sous le contrôle des rebelles albanais.
Le 25 juillet, la situation dans la ville s'était calmée alors que les rebelles fortifiaient leurs positions. Dans le cadre d'un nouvel accord négocié par l'OTAN, le 26 juillet, l'ALN accepta de se retirer sur ses positions d'avant le cessez-le-feu, alors que le gouvernement macédonien menaçait d'offensive à grande échelle en cas de refus.
Le 30 juillet, le gouvernement macédonien a accusé les rebelles de violer le nouveau cessez-le-feu en demeurant dans les positions qu'ils avaient capturées la semaine précédente, ce que l'ALN a nié mais qui fut confirmé par les observateurs internationaux qui ont repéré des rebelles en uniforme et en civil. Le retour des réfugiés macédoniens qui avaient quitté les villages pendant les combats ne pu donc avoir lieu. Des observateurs internationaux ont également constaté que des maisons de macédoniens de souche avaient été incendiées par l'ALN dans le village de Tearce.

### Phase finale
Les négociations sur l'accord-cadre d'Ohrid ont finalement débuté le 8 août. Tetovo était alors pratiquement une ville fantôme, la plupart de ses habitants ayant fui les combats.
Le 12 août 2001, dix Albanais de macédoine du village de Ljuboten furent tués par les forces gouvernementales, visiblement en réponse à la mort de huit soldats le 10 août dans l'explosion de deux mines antichar sur une route de campagne au nord de Skopje.
Le lendemain, les rebelles attaquèrent la caserne de l'armée macédonienne dans le centre de Tetovo, créant des panaches de fumée noire au-dessus des banlieues nord et sud-ouest. Une partie de la caserne et un véhicule blindé de transport de troupes ont été incendiés lors des combats, qui firent un mort parmi les rangs de l'armée macédonienne. En réponse, le Conseil national de sécurité macédonien a autorisé une autre offensive contre l'ALN. Les forces macédoniennes ont concentré leur attaque autour de la banlieue de Teqe, dont le cimetière séparait les deux factions.

## Issue
Le 13 août, les représentants macédoniens et albanais ont signé l'accord d'Ohrid, mettant fin à la plupart des combats. Au cours des mois suivants, les troupes de l'OTAN et de la Macédoine ont travaillé pour désarmer l'ALN, qui a renonça au pouvoir après l'opération Essential Harvest, qui dura trente jours,.
À l'issue des combats, la Croix-Rouge estime que 76 000 personnes ont fui leurs foyers. Même si les violences majeures ont pris fin le 13 août, les escarmouches et le harcèlement sont restés courants dans toute la région de Tetovo. Ainsi le 12 novembre, trois policiers macédoniens sont tombés dans une embuscade et ont été tués dans le village de Treboš.

## Voir également
- Opération Essential Harvest
- Opération MH-2
- Opération Vaksince
- Embuscade de Vejce
- Embuscade de Karpalak
- Incident de Prizren (1999)